# Erste Brünner Maschinenfabrik

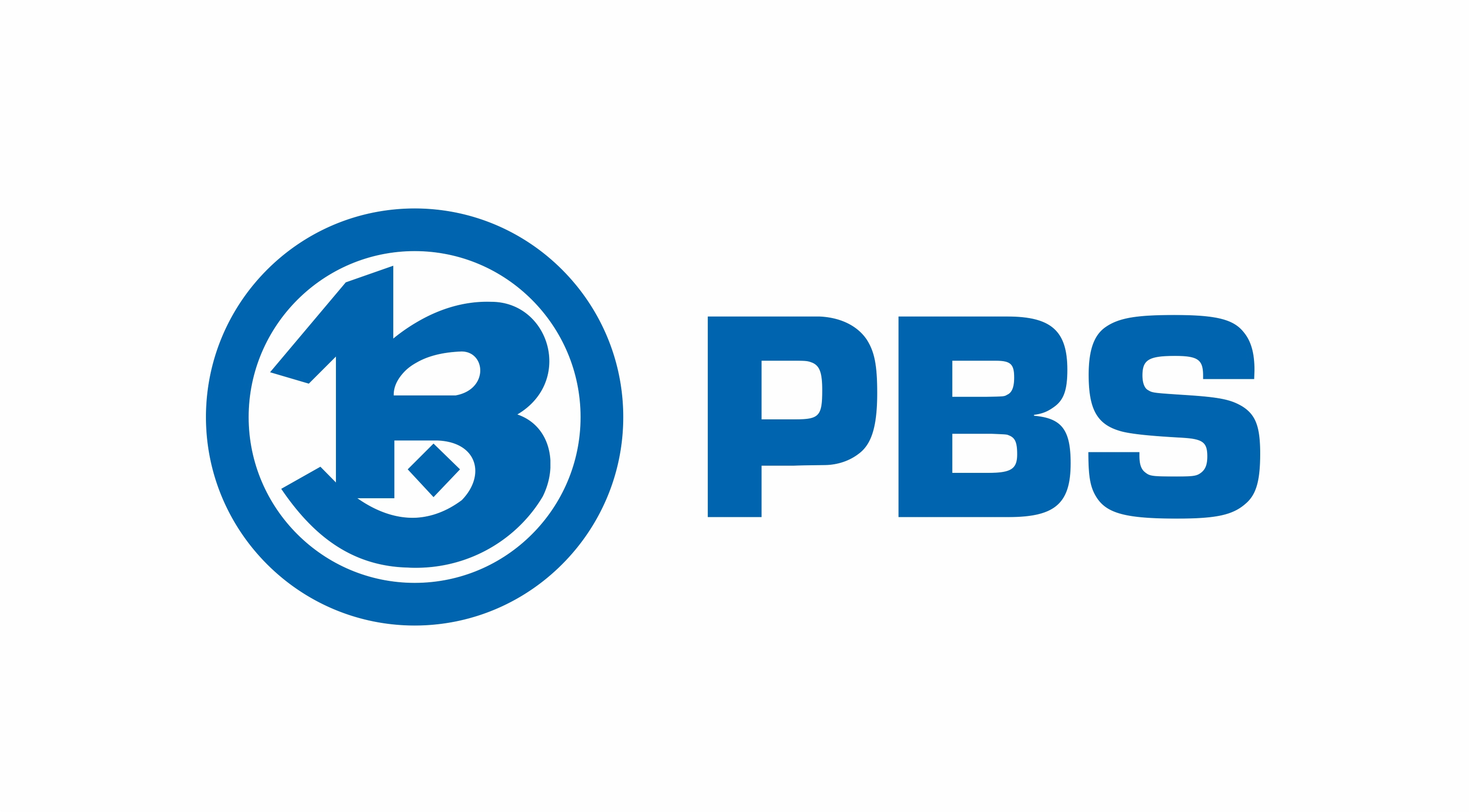
Logo

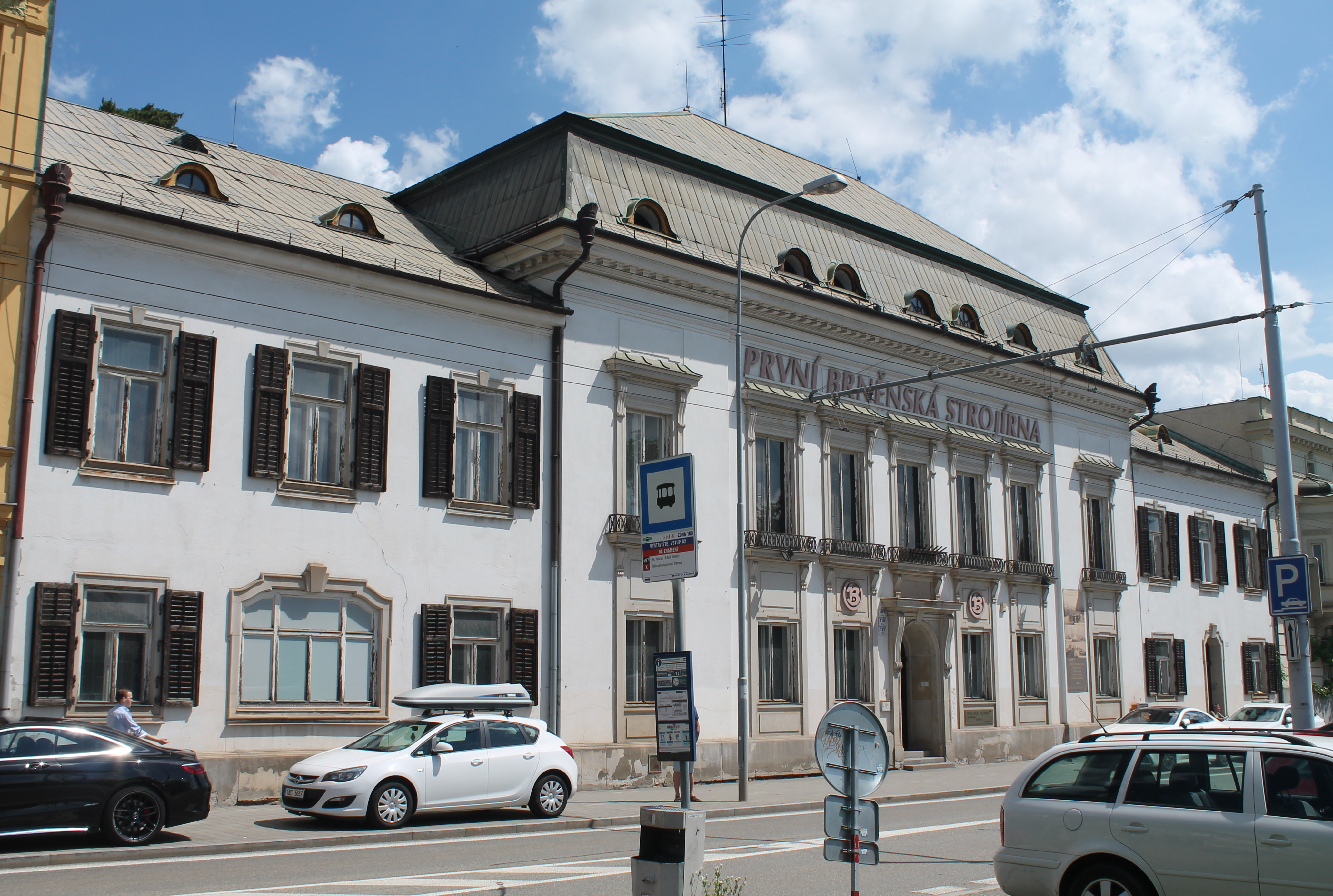
Ehemaliger Hauptsitz in Brünn

Die Erste Brünner Maschinenfabrik (tschechisch První brněnská strojírna (PBS)) ist ein bis heute aktives Industrieunternehmen mit Sitz im tschechischen Brünn.
Die Ursprünge lagen in einer 1814 gegründeten Maschinenbauwerkstatt in Šlapanice. Das 1836 nach Brünn verlegte Unternehmen entwickelte sich nach und nach zu einem der bedeutendsten Maschinenbauunternehmen in Österreich-Ungarn und der späteren Tschechoslowakei. Er konzentrierte sich hauptsächlich auf den Bau und die Produktion von Dampfkesseln, Dampfmaschinen und Dampfturbinen. Nach dem Zweiten Weltkrieg expandierte das Unternehmen unter kommunistischer Führung weiter und gründete eine Reihe von Zweigwerken, beispielsweise in Tlmačy, Velká Bíteš und Třebíč. Nach 1989 erfolgte die Privatisierung und schrittweise Auflösung des Unternehmens durch den Verkauf des ehemaligen Hauptproduktionsstandorts in Brünn sowie von Zweigwerken. 
Die První brněnská strojírna a.s. existiert als Ingenieur- und Zulieferunternehmen innerhalb der Holdinggesellschaft PBS GROUP nach wie vor.

## Geschichte

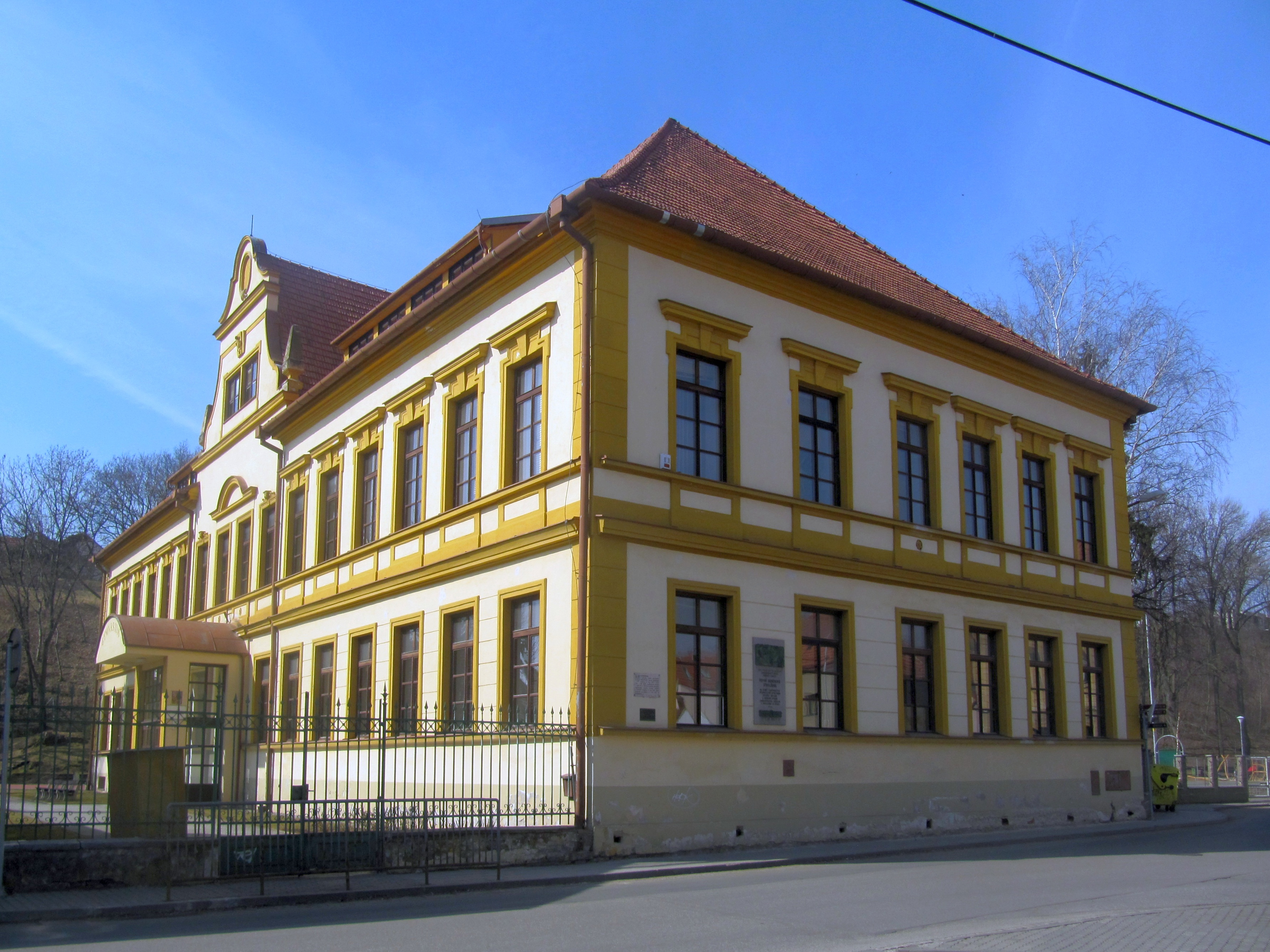
Ehemaliges Schloss Šlapanice

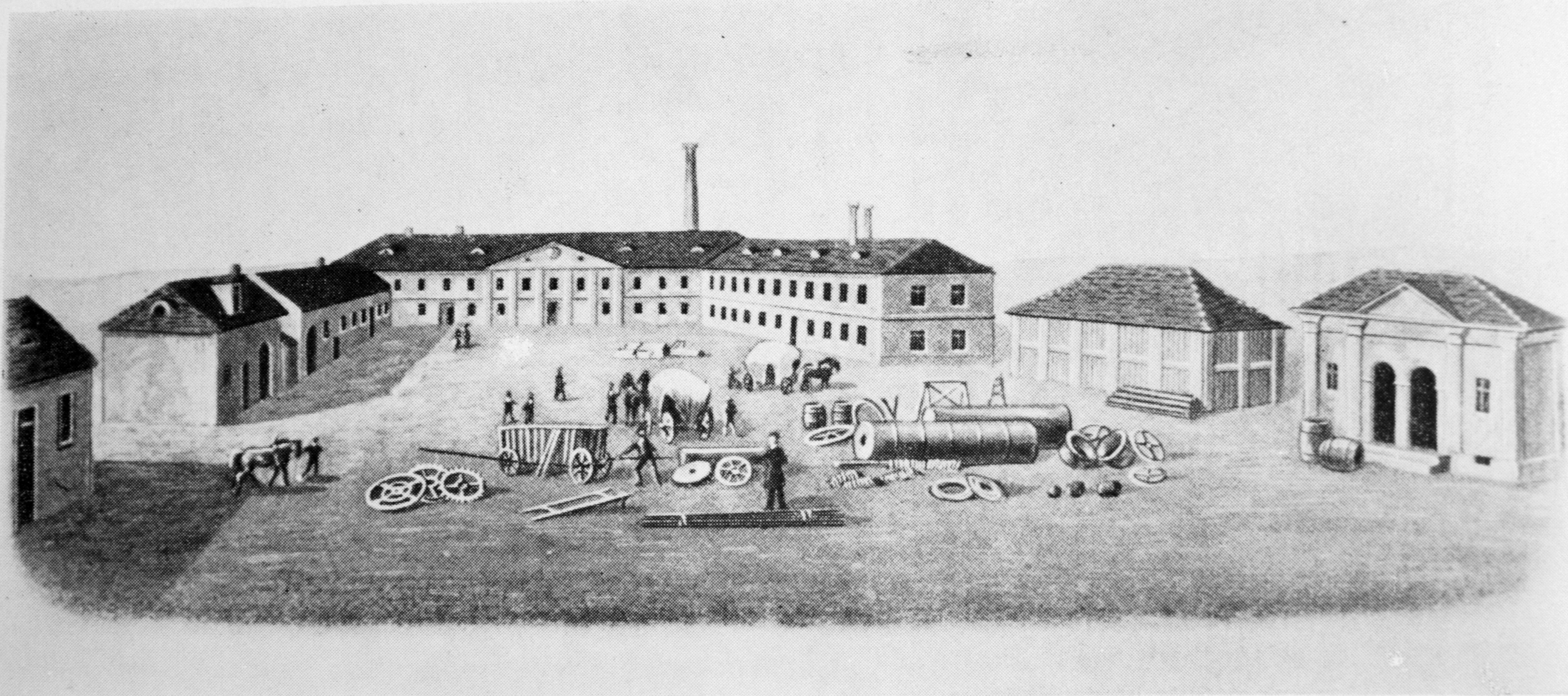
Die Maschinenfabrik Luz um 1840

### Ursprünge
Im Jahr 1807 wurde im ehemaligen Schloss Šlapanice (dt. Schlapanitz) und den angrenzenden Gebäuden eine Spinnerei durch Josef Schmall gegründet. Später verkaufte er das Unternehmen an Karl Schöll und seine Mitarbeiter. Einer von ihnen, der aus Württemberg stammende Johann Reiff, gründete hier im Jahr 1814 mit einigen Mitarbeitern eine kleine Maschinenwerkstatt, die sich bereits mit dem Bau von Textilmaschinen befasste. 1819 wurden im Schlossgebäude eine Gießerei eingerichtet.
Nach dem Tod von Johann Reiff übernahm Heinrich Alexander Luz im Jahre 1821 den Betrieb und wandte sich der Herstellung von Dampfmaschinen zu. Bereits Jahr 1824 erhielt das Unternehmen ein kaiserliches Privileg für den Bau von Dampfmaschinen und -kesseln, im selben Jahr wurde die erste gebaute Balancier-Dampfmaschine mit einer Leistung von 4 PS in Betrieb genommen. Im Laufe der Zeit reichten die Räumlichkeiten in Šlapanice nicht mehr für den steigenden Bedarf der Fabrik aus. Luz kaufte deshalb ein Grundstück am Fluss Svitava außerhalb von Brünn, in der Nähe der heutigen Olomoucká-Straße. Der wirtschaftliche Vorteil lag in der bereits vorhandenen Infrastruktur, da hier schon andere Industriebetriebe ansässig waren. Die Maschinenwerkstatt zog 1836 dorthin um. Zu diesem Zeitpunkt waren in Šlapanice bereits über 20 Dampfmaschinen gebaut worden, die Werkstatt war damit zum größten Hersteller im damaligen Kaisertum Österreich geworden.
Das Produktionsspektrum der prosperierenden k.k. priv. Maschinenfabrik H. A. Luz, Brünn umfasste um die Mitte des 19. Jahrhunderts als Schwerpunkt den Bau von Dampfmaschinen mit Leistungen von bis zu 33 PS. Daneben wurden Dampfkessel, Textilmaschinen, Pumpen, Pressen, Feuerlöschanlagen und diverse andere Produkte nach Kundenwunsch erzeugt.

### Gründung derErsten Brünner

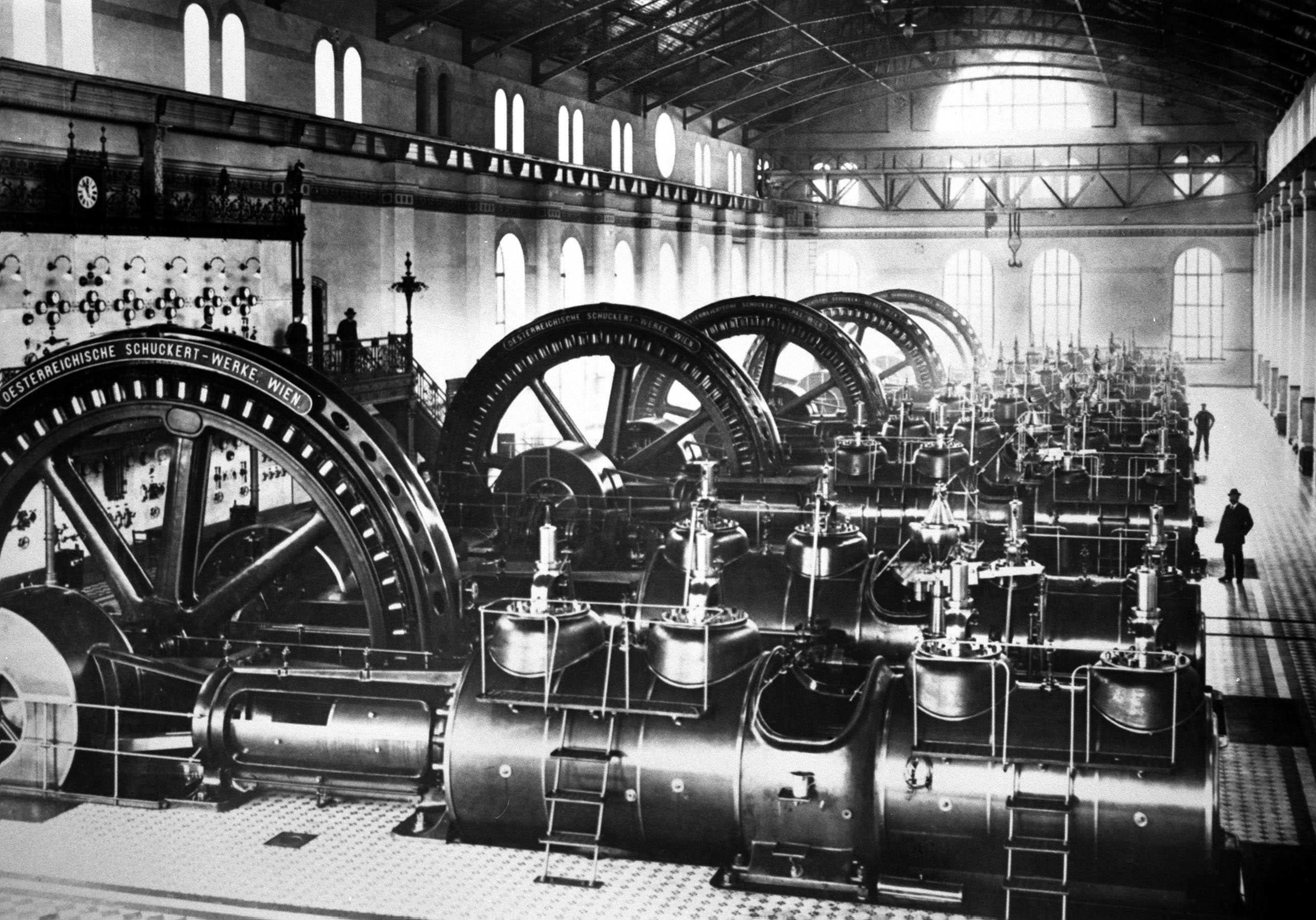
Dampfmaschinen im Kraftwerk Simmering

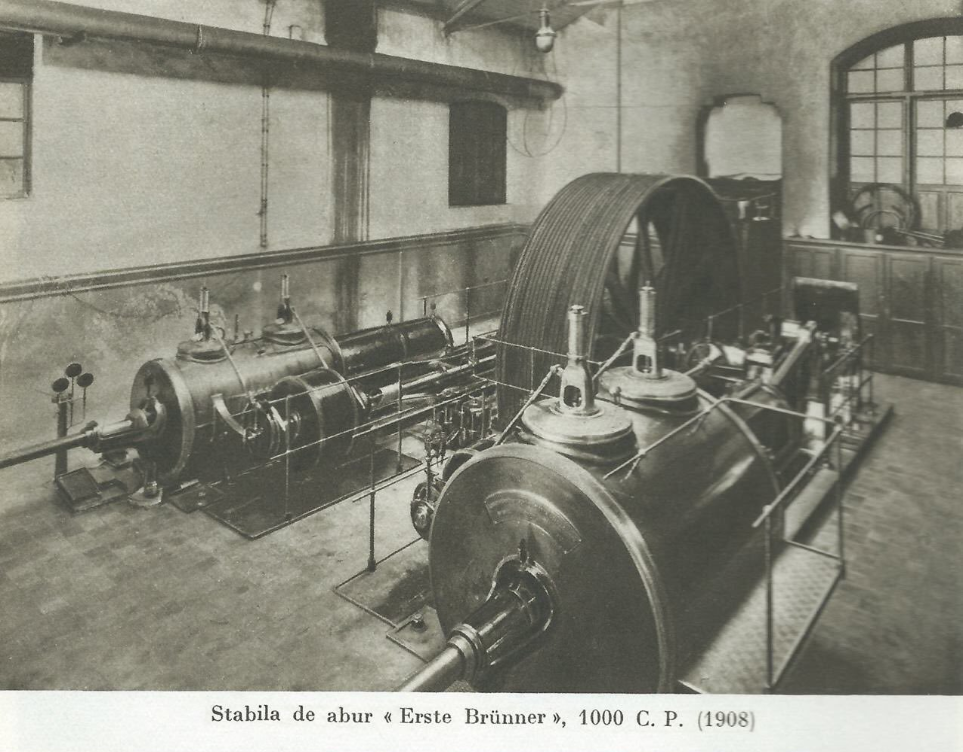
1.000 PS-Zweizylinder-Verbunddampfmaschine von 1908

Am 18. Februar 1872 fusionierte die Maschinenfabrik Luz mit dem benachbarten Maschinenbauunternehmen Thomas Bracegirdle & Sohn in Mala Křenová (dt. Klein Kröna) zur Ersten Brünner Maschinenfabriks-Gesellschaft. Durch den Wiener Börsenkrach im Jahr 1873 kam es zu einer Wirtschaftskrise, von der auch die gerade erst gegründete Erste Brünner stark getroffen wurde. Der Betrieb der vormaligen Fabrik von Bracegirdle wurde eingestellt und das Produktionsprogramm vom Stammwerk übernommen. Das Unternehmen stellte zudem die Produktion von Maschinen für die Textilindustrie ein und erholte sich nach und nach von der Krise.
Die fortschreitende Entwicklung des Dampfmaschinenbaus führte im Jahr 1880 zur Unterzeichnung eines Lizenzvertrages mit Alfred Collman zum Bau von Maschinen mit der von ihm patentierten Ventilsteuerung, im gleichen Jahr wird zudem der Bau von "echten" Verbunddampfmaschinen aufgenommen. Weiters wurden zu dieser Zeit Zwillingsmaschinen und Dampfmaschinen in Tandem-Bauart hergestellt. 1882 wurden erstmals Wasserrohrkessel mit geschweißten Stehbolzen erzeugt, 1885 erfolgte die Aufnahme des Baus von schnelllaufenden liegenden Dampfmaschinen mit Kolbenschieber-Steuerung zum Antrieb von Stromgeneratoren und 1888 von Dreifachexpansionsmaschinen. 1889 kommt es zur Lieferung von 19 liegenden schnelllaufenden Maschinen von je 1.000 PS für ein Elektrizitätswerk in Wien, im Folgejahr werden erstmals Wasserrohrkessel der Bauart Babcock & Wilcox erzeugt. 1893 nimmt die Erste Brünner zudem den Bau von Maschinen für die Bauindustrie auf, zunächst werden Ziegelpressen, später auch Kohlebrikettpressen, Schamottepressen, Steinbrecher und anderes gefertigt. Ab 1895 werden schnelllaufende stehende Dampfmaschinen erzeugt, im selben Jahr ein Lizenzvertrag mit Wilhelm Schmidt zur Einführung der Heißdampftechnik unterzeichnet. 1896 erfolgt erstmals der Bau von Dampfmaschinen mit Ventilsteuerung Bauart Lentz, eine von der Ersten Brünner gebaute Lentz-Dampfmaschine mit 1.000 PS Leistung wurde 1900 auf der Pariser Weltausstellung präsentiert und errang eine Goldmedaille. Ebenfalls 1896 liefert das Unternehmen zwei Maschinen für die beiden einzigen auf der Schiffswerft Korneuburg gefertigten Raddampfer der DDSG.
Der Beginn des 20. Jahrhunderts brachte weitere wichtige Entwicklungsimpulse für das Unternehmen. In den Jahren 1900/01 erfolgt der Bau von fünf je 4.000 PS starken Dampfmaschinen für das Kraftwerk Simmering der Stadt Wien. Im Jahr 1902 kam es zur Übernahme des erst 1895 gegründeten und in kurzer Zeit zum Großunternehmen aufgestiegenen, ebenfalls in Brünn beheimateten Maschinenbauunternehmen Friedrich Wannieck & Co. durch Ausgabe von Aktien im Wert von 800.000 Kronen.
Im Jahr 1902 wurden Verhandlungen mit der britischen Firma Parsons zum Lizenzbau von Dampfturbinen aufgenommen und noch im selben Jahr die erste Turbine erzeugt. Diese hatte eine Leistung von 200 kW bei 1.500/min und einem Dampfdruck von 9 Atü bei 180 °C Dampftemperatur. Am 17. März 1902 wird die Österreichische Parsons-Dampfturbinen-Gesellschaft gegründet. Im Verwaltungsrat dieser Gesellschaft ist neben dem Präsidenten und dem Zentraldirektor der Ersten Brünner auch Charles Eugen Lancelot Brown vertreten. Nach dem Erhalt der Patentrechte wird im ehemaligen Wannieck-Werk eine eigene Turbinenbauabteilung gegründet und Ingenieure zur Schulung zu Parsons nach Newcastle geschickt.
Dampfturbinen sollten künftig eine der wichtigsten Säulen des Produktionsprogramms bilden und binnen kurzer Zeit die Fertigung von Dampfmaschinen fast vollkommen ablösen und dem Unternehmen internationales Renommee bringen. Dies zeigte sich drastisch am Beispiel des Kraftwerks Simmering der Stadt Wien, welches seine erst einige Jahre alten Dampfmaschinen zum Schrottwert an die Erste Brünner zurück verkaufte, um daraus Gehäuse für Turbosätze gießen zu lassen. Vor allem die weiterentwickelte Bauart Erste Brünner Parsons sollte mit Leistungen bis zu 5.000 kW bei 3.000/min zu einem regelrechten Verkaufserfolg werden. Eine in weiterer Folge entwickelte Gegendruckturbine mit zehn Gleichdruckstufen (zu je 600 mm Durchmesser) und verhältnismäßig kleinen Dampfgeschwindigkeiten ergab in einem durch Aurel Stodola durchgeführten Leistungstest einen Wirkungsgrad von 80 %. Dieses Ergebnis war derart bahnbrechend, so dass namhafte Turbinenfabriken (darunter AEG, Siemens-Schuckert, MAN, die Germaniawerft sowie Stork) umgehend von der Ersten Brünner die Lizenzen für diese Bauart erwarben.

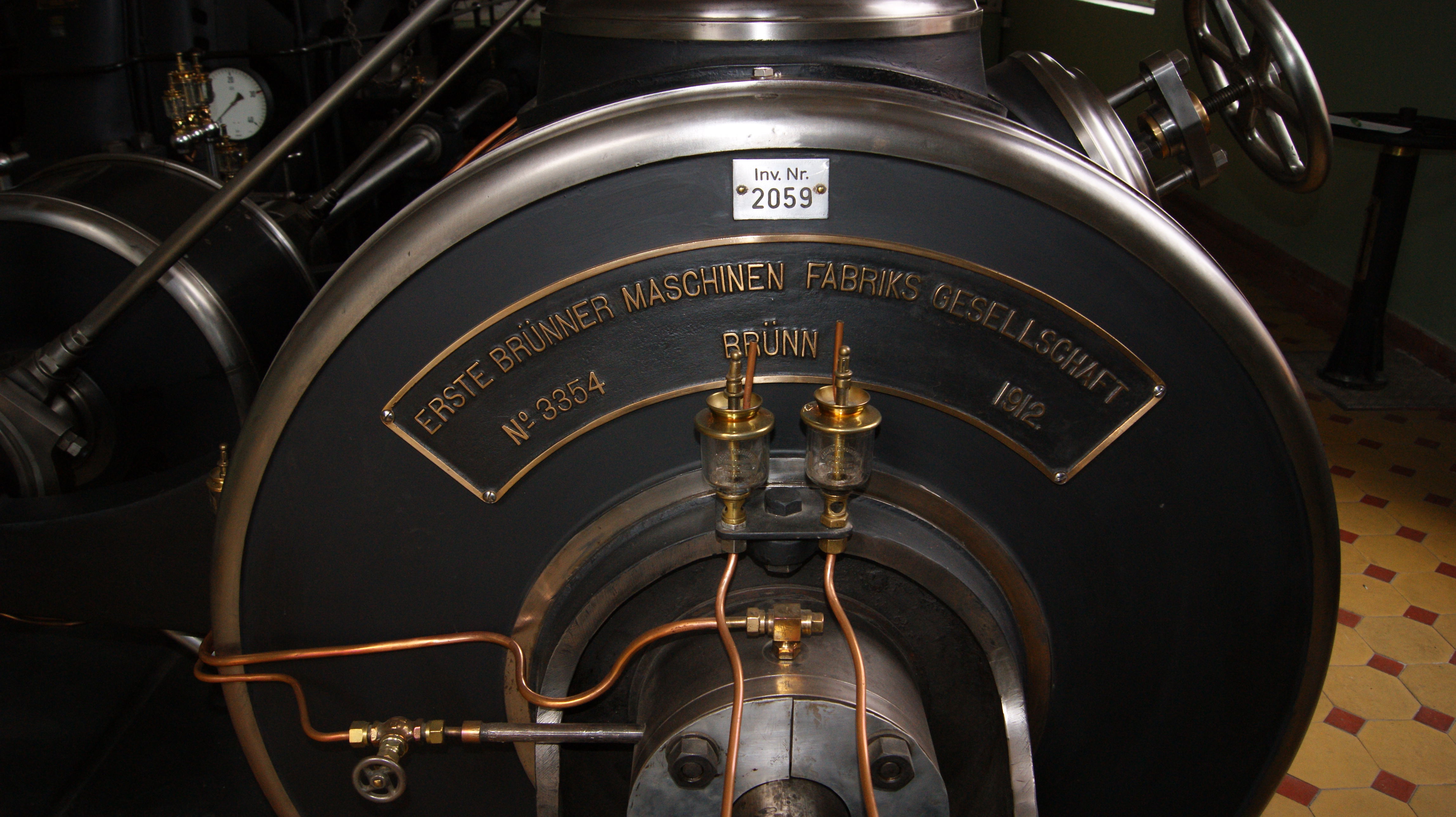
Fabriksschild an der Dampfmaschine Rhombergs Fabrik

1903 beginnt das Unternehmen mit der Fertigung von Kettenroste zur Feuerung von Steinkohlen, 1904 wird der Bau von Gasmotoren in Lizenz von Körting aufgenommen. Zwischen 1911 und 1918 steht die Erste Brünner Maschinenfabriks AG zudem in Verbindung mit der Schweizer Gebrüder Sulzer AG und fertigt in Lizenz Dieselmotore.
1911 übernahm das Unternehmen die Wiener Paukerwerke, ein Jahr später erwarb es die Maschinenfabrik Stefan Röck in Budapest. 1913 erfolgte unter Führung der Länderbank die gänzliche Fusion mit den Paukerwerken, im Gegenzug wurde Franz Pauker Generaldirektor der Ersten Brünner. Diese hatte sich inzwischen zu einem der bedeutendsten Unternehmen seiner Art in Österreich-Ungarn entwickelt und beschäftigte vor dem Ersten Weltkrieg etwa 1.500 Mitarbeiter.

### Zwischenkriegszeit
Während des Ersten Weltkriegs blieb das Produktionsprogramm ohne größere Änderungen und wurde nur teilweise auf Rüstungsproduktion umgestellt. Die Neukonsolidierung nach dem Zusammenbruch der Donaumonarchie gelang aufgrund der Spezialisierung recht gut. Im Jahr 1922 wurde die nun in der neuentstandenen Tschechoslowakei liegende Erste Brünner (nun auch tschechisch als První Brněnská strojírenská bezeichnet) in eine Aktiengesellschaft umgewandelt. Gleichzeitig schied das Paukerwerk aus dem Unternehmen und wurde zu einer selbstständigen Tochterfirma im vollständigen Besitz des Stammhauses. Im selben Jahr gelang als besonderer Markstein der Bau der ersten europäischen Hochdruck-Dampfturbine mit einem Dampfdruck von 32 atü bei einer Dampftemperatur von 400° und einer Leistung von 2.100 kW.
1924 erfolgte die Fusion mit der ebenfalls in Brünn ansässigen A.-G. für Maschinenbau vorm. Brand & Lhuillier. Die Ausnutzung der inzwischen mehr als hundert Turbinenpatente der Ersten Brünner wurde der im selben Jahr gegründeten Gesellschaft Turbo N.V. in Amsterdam übertragen. Trotz der Erfolge am Sektor des Turbinenbaus verschlechterte sich die wirtschaftliche Lage des Unternehmens zusehends, unter der nicht besonders glücklichen Führung des Generaldirektors Franz Pauker und des Präsidenten der Wiener Länderbank war die Firma inzwischen dem finanziellen Zusammenbruch nahe. 1926 bahnte sich schließlich eine Wende an, als der gebürtige Innsbrucker Anton Hödl die Position des Geschäftsführers übernahm. Er sollte das Unternehmen bis 1945 leiten und dessen Entwicklung in den folgenden Jahren maßgeblich prägen. Vor seinem Eintritt in das Unternehmen war Hödl u. a. Direktor der Witkowitzer Eisenwerke und Zentraldirektor der Lapp-Finze AG in Graz.
Ab dem Jahr 1929 wurde heute noch genutzte Logo verwendet. Das Produktionsspektrum wurde in den späten 1920er Jahren von Hochdruckdampfkesseln, Turbinen sowie Maschinen für die Zucker- und Keramikindustrie dominiert. In den Jahren 1928–1930 wurden die Anlagen des Stammwerkes umfassend erweitert und modernisiert sowie die gesamte Produktion auf diesem Gelände konzentriert. Zu dieser Zeit beschäftigte das Unternehmen rund 2.000 Mitarbeiter, doch während der Weltwirtschaftskrise Anfang der 1930er Jahre sank diese Zahl auf lediglich ein Viertel. Nach Abklingen der Krise kam es erneut zu einem Boom. Im Jahr 1935 wurde die konkurrierende Královopolská (dt. Brünn-Königsfelder Maschinenfabrik) in den Konzern der Ersten Brünner in Folge eines Tauschgeschäftes eingegliedert, im Gegenzug ging das Wiener Paukerwerk an die Maschinen- und Waggonbaufabriks AG Simmering. Allerdings sollen sich die Direktoren der Simmeringer sowie der Brünn-Königsfelder mit aller Macht versucht haben, sich dem von den Banken arrangierten Tausches zu widersetzen.
In den folgenden Jahren wurden die Maschinenfabrik Röck in Budapest sowie das stillgelegte Wannieck-Werk verkauft, was das Unternehmen finanziell wieder liquider machte. Zu dieser Zeit lieferte die Erste Brünner die von ihr erzeugten Turbinen unter anderem nach Österreich, Rumänien, Ungarn, Polen und Russland. Die damals größten gebauten Turbinen erreichen Leistungen von 56.000 kW bei 70 atü Dampfspannung und 485 °C Temperatur.

### Deutsche Besatzung und Zweiter Weltkrieg
Nach der Annexion der Tschechoslowakei durch das Deutsche Reich und der Errichtung des Protektorates Böhmen und Mähren 1938 wurde das Unternehmen in den Konzern der Reichswerke Hermann Göring eingegliedert, konnte aber unter Generaldirektor Hödl seine Selbstständigkeit bewahren. Dieser bemühte sich 1940 beim Reichsluftfahrtministerium um den Auftrag zur Entwicklung einer Gasturbine für Flugzeuge, welcher schließlich im Folgejahr erteilt wurde. 1943 begann die Fertigung eines Prototyps, welche von zahlreichen Problemen gekennzeichnet war.
Gegen Ende des Zweiten Weltkrieges litt das Unternehmen als kriegswichtiger Betrieb zunehmend unter amerikanischen und sowjetischen Luftangriffen, die einen Großteil der Produktionsanlagen zerstörten. Anfang 1945 wird die fast fertige Gasturbine nach Braunschweig abtransportiert, der Leitapparat bleibt auf der Flucht in Brüx zurück und wird später von den britischen Truppen erbeutet. Am 17. April 1945 hält Generaldirektor Hödl eine letzte Mitarbeiterkonferenz ab, im Zuge derer er sämtliche Mitarbeiter von ihren Pflichten entbindet und setzt sich anschließend mit seiner Familie nach Kitzbühel ab. Am 19. April wird die Fliegeralarm-Anlage durch ein Bombardement zerstört, so dass es Folge keinerlei Warnungen mehr gibt und das Chaos in der Fabrik durch zahlreiche Verwundete immer größer wird.

### Nachkriegszeit
Nach Kriegsende übernahm die neuentstandene Tschechoslowakei die Leitung der Firma, welche am 1. Januar 1946 verstaatlicht und in Folge in das Staatsunternehmen První brněnská a Královopolská strojírna umgewandelt wurde. Das Unternehmen verwaltete nun als Kombinat rund 20 kleinere Fabriken in den Landesteilen Mähren und Böhmen. Im Jahr 1950 wurde die Královopolská wieder abgetrennt und das verbliebene Unternehmen nun nach dem kommunistischen Staatspräsidenten První brněnská strojírna, závody Klementa Gottwalda, n.p. genannt. Nach einer Neuorganisation wurde die První brněnská strojírna (PBS) schließlich im Jahr 1965 Teil des Škoda-Konzerns.
Unter der neuen Führung expandierte das Maschinenbauunternehmen wieder schrittweise durch die Gründung von Niederlassungen in Tlmače, Velká Bíteš und Třebíč, später auch in Mikulov und Oslavany. Im Jahr 1960 arbeiteten allein im Brünner Werk mehr als 7.400 Mitarbeiter. 1987 beschäftigte die PBS insgesamt über 10.000 Mitarbeiter, davon 6.355 im Hauptwerk in Brünn.
Mitte der 1980er Jahre umfasste die Produktpalette Dampfturbinen bis 70 MW Leistung, Gasturbinen, Turbofans, Dampfkessel, Brenner, Lufterhitzer, Mühlen, Grauguss- und Aluminiumgussteile, Schmiedestücke und diverse andere Produkte. Der Hauptteil der Produktion ging an die Sowjetunion. PBS lieferte Produkte auch in andere RGW-Staaten, in Länder der Dritten Welt und auch in den Westen. In der Tschechoslowakei wurden hauptsächlich Heizwerke und Kraftwerke ausgerüstet, unter anderem wurde mit dem Block Mělník III der größte Kraftwerkskessel der Tschechoslowakei mit einer Dampfleistung von 1.600 t/h gebaut.
Den Mitarbeitern und ihren Familien wurden eine umfangreiche Sozial- und Gesundheitsfürsorge in Form von Werkswohnungen und Wohnsiedlungen, Gesundheits- sowie Freizeiteinrichtungen geboten.

### Nach der Wende 1989

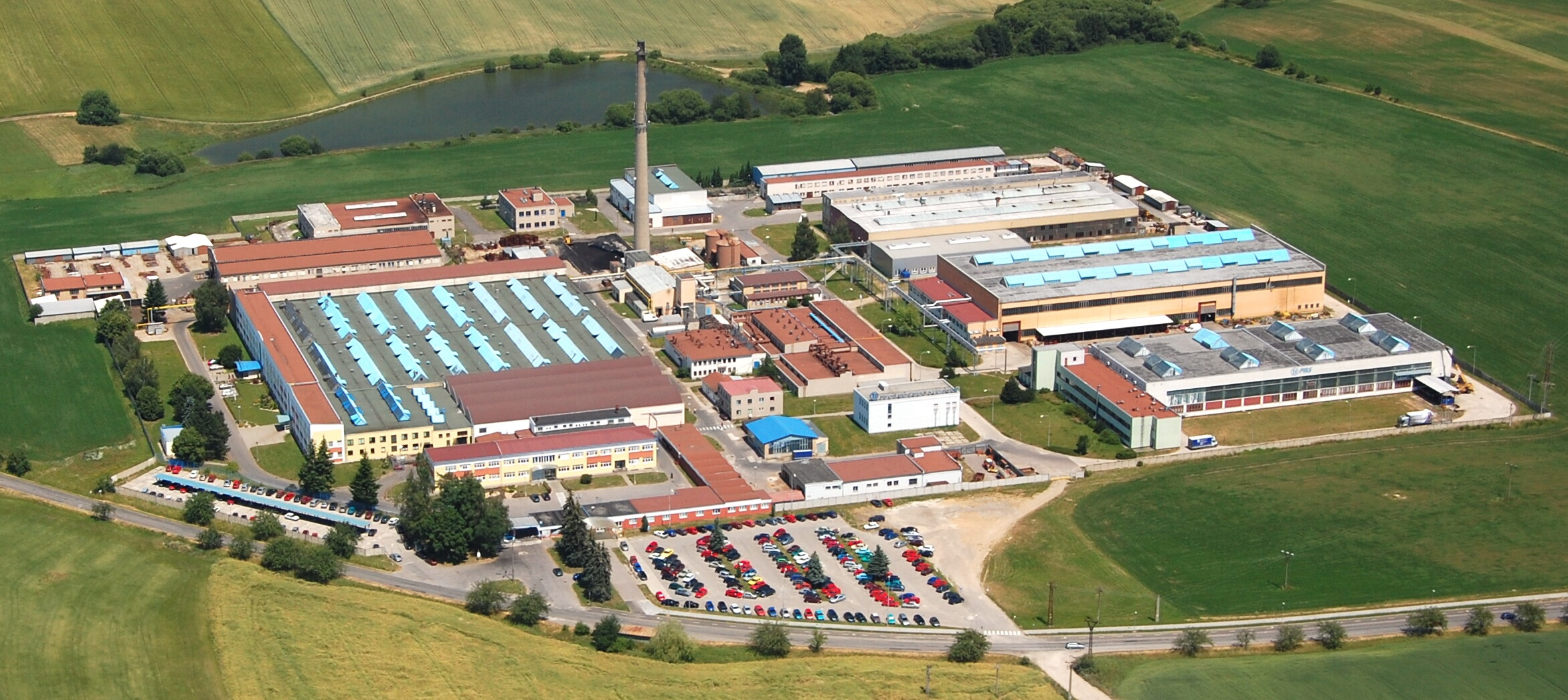
Das heutige Werk in Velká Bíteš

Der Zusammenbruch des Ostblocks unterbrach die bestehenden guten Handelsbeziehungen, für das Unternehmen PBS begann in Folge der Wende eine schwierige Zeit. Bereits 1990 erfolgte die Umwandlung in eine Aktiengesellschaft. 1993 wurde ein Joint Venture mit ABB unter dem Namen ABB První brněnská strojírna, s. r. o. gegründet, an dem PBS einen Anteil von 33 % hielt. Dabei investierte PBS in den Standort Olomoucké für die Produktion von Kesseln und Turbinen, ABB stellte dazu Know-how und finanzielle Unterstützung zur Verfügung. Die Zusammenarbeit der beiden Unternehmen entsprach jedoch nicht den Erwartungen. Darüber hinaus wurde PBS durch den Auftrag zum Bau eines Wärmekraftwerks in Iranshahr finanziell sehr belastet, der tschechische Staat musste zur Deckung der großen Verluste beitragen.
1997 verkaufte PBS seinen Anteil am Joint Venture an den Partner ABB, welches daraufhin in ABB Energetické systémy umbenannt wurde. Im Jahr 2000 verkaufte ABB dieses wiederum an den Alstom-Konzern, welcher den Geschäftsbereich Energietechnik (einschließlich der Produktion von Dampfturbinen) im Jahr 2003 an Siemens veräußerte. Es verblieb vorerst der Bau von Industriekesseln und Kraftwerke, dieser wurde 2006 an das österreichische Unternehmen Austrian Energy & Environment (AE&E) verkauft. Dieser Unternehmensteil wechselte später noch einmal den Besitzer und bildet heute das Unternehmen UNIS Power.
Nach dem Verkauf des einstigen Brünner Stammwerks blieben von der einstigen Ersten Brünner Maschinenfabriks AG nur noch Bau- und Handelskapazitäten, Zweigbetriebe und andere Immobilien (Büros, Wohnungen, Schulungsräume, Freizeiteinrichtungen usw.) übrig. Ende der 1990er Jahre als Muttergesellschaft die První brněnská strojírna Holding, a.s. gegründet, zu dem die Tochterwerke Třebíč und Velká Bíteš sowie das in Brünn ansässige PBS Brno DIZ (mit ca. 40 Mitarbeitern) gehörten. Zu dieser Zeit kam es auch zu gewaltsamen Übernahmeversuchen durch andere Unternehmen. Im Jahr 2000 wurden daher die Mehrheitsanteile an den Werken Třebíč und Velká Bíteš verkauft. Infolgedessen wurden die unabhängigen Unternehmen První Brněnská strojírna Třebíč und První Brněnská strojírna Velká Bíteš gegründet, die aufgrund der Markenrechtsvereinbarung weiterhin die Marke PBS verwenden durften. Der Kern des Unternehmens verblieb als První Brněnská strojírna Brno DIZ, a.s., welches als Design- und Engineering-Unternehmen ohne eigene Produktionskapazität agierte. Inzwischen kam es zu mehreren Eigentümerwechseln und die verbliebenen Immobilien wurden nach und nach verkauft.
Im Jahr 2009 ging PBS DIZ in den Besitz der EP Industries-Gruppe des Unternehmers Daniel Křetínský über. Im Jahr 2014 verkaufte er das Unternehmen an die Holding PBS GROUP, die bereits das ehemalige PBS-Zweigwerk Velká Bíteš besitzt. Innerhalb der PBS-GRUPPE fungiert PBS Brno als Ingenieurunternehmen, das sich hauptsächlich mit dem Bau von Energie- und Wärmeanlagen befasst.